# Osteogeneiosus militaris
Osteogeneiosus militaris is een straalvinnige vissensoort uit de familie van de christusvissen (Ariidae). De wetenschappelijke naam van de soort is gepubliceerd in 1758 door Linnaeus als Silurus militaris in de tiende editie van Systema naturae.